# Liste des voies de Paris se référant à un nom de propriétaire foncier
 (février 2023).
Si vous disposez d'ouvrages ou d'articles de référence ou si vous connaissez des sites web de qualité traitant du thème abordé ici, merci de compléter l'article en donnant les références utiles à sa vérifiabilité et en les liant à la section « Notes et références ».

## Liste

### Noms de propriétaires
Les voies suivantes portent le nom du propriétaire (ou d'un des propriétaires) des terrains sur lesquels, elles ont été ouvertes. S'il ne s'agit pas du nom de famille, l'origine est précisée entre parenthèses.
- 1er arrondissement :
  - Passage Hulot
  - Passage Potier

- 2e arrondissement :
  - Passage Ben-Aïad (Mahmoud Ben Aïad)
  - Passage Lemoine

- 3e arrondissement :
  - Passage Alombert
  - Passage Barrois
  - Rue Meslay
  - Rue Payenne (Payen)

- 4e arrondissement :
  - Cour Bérard
  - Rue Boutarel
  - Rue de Bretonvilliers (Claude Le Ragois de Bretonvilliers)

- 5e arrondissement :
  - Impasse Bouvart
  - Impasse Chartière (Emmeline la Charretière)
  - Rue Lagarde
  - Square Lagarde
  - Passage Maurel

- 6e arrondissement :
  - Rue du Canivet (Jean Caminet ou enseigne d'un petit canif)
  - Rue Férou (Étienne Férou)
  - Rue Honoré-Chevalier

- 7e arrondissement :
  - Rue Barbet-de-Jouy (Jacques-Juste Barbet de Jouy)
  - Rue de Courty
  - Passage Landrieu
  - Rue Malar (Madame Malar, née Tiby)
  - Rue Rousselet

- 8e arrondissement :
  - Rue Arsène-Houssaye (Arsène Houssaye)
  - Avenue Beaucour
  - Impasse Bourdin
  - Rue d'Aguesseau (Joseph Antoine d'Aguesseau)
  - Impasse Dany
  - Impasse Fortin
  - Rue Greffulhe
  - Rue Larribe
  - Cité Odiot
  - Impasse Ruffin

- 9e arrondissement :
  - Rue Alfred-Stevens (Alfred Stevens)
  - Passage Briare
  - Rue Cadet (Cadet de Chambine)
  - Passage Collin
  - Passage des Deux-Sœurs
  - Rue Godot-de-Mauroy (frères Godot de Mauroy)
  - Passage Jouffroy
  - Cité Monthiers
  - Rue Pierre-Haret
  - Rue Saulnier
  - Cité Chaptal (Jean-Antoine Chaptal)
  - Rue Chaptal (Jean-Antoine Chaptal)

- 10e arrondissement :
  - Passage Barthélemy
  - Impasse Boutron
  - Passage Brady
  - Impasse Chausson
  - Passage Delanos
  - Passage Delessert
  - Passage Dubail
  - Passage Hébrard (Nicolas Léonard Hébrard)
  - Cité Héron
  - Square Jean-Falck
  - Rue de Lancry
  - Rue Pierre-Chausson
  - Passage Reilhac
  - Cité Riverin
  - Rue Tesson

- 11e arrondissement :
  - Rue Abel-Rabaud
  - Cité Bertrand
  - Passage Beslay
  - Rue Bouvier
  - Passage Bullourde
  - Impasse Carrière-Mainguet
  - Rue Carrière-Mainguet
  - Rue Cesselin
  - Impasse Charles-Petit
  - Cour du Coq (surnom)
  - Passage Courtois
  - Cour Damoye
  - Cour Debille
  - Impasse Delaunay
  - Impasse Delépine
  - Passage Dudouy
  - Cité Dupont
  - Cité Durmar
  - Impasse Franchemont
  - Villa Gaudelet
  - Cité Griset
  - Passage Guénot
  - Rue Guénot
  - Rue Guillaume-Bertrand
  - Cour Jacques-Viguès
  - Cité Joly
  - Impasse Joudrier
  - Impasse Lamier
  - Rue Léchevin
  - Passage Lhomme
  - Villa Marcès
  - Impasse Morlet
  - Rue Moufle (Nicolas François Moufle)
  - Cité Parchappe
  - Rue Pelée
  - Rue Pihet
  - Impasse Piver
  - Passage Piver
  - Rue Plichon
  - Rue Popincourt
  - Cour Quellard
  - Impasse Questre
  - Passage Rauch
  - Cour Saint-Joseph (Joseph, prénom)
  - Passage Salarnier
  - Passage Thiéré
  - Impasse Truillot
  - Passage Turquetil
  - Passage Viallet
  - Cour Viguès

- 12e arrondissement :
  - Passage Abel-Leblanc
  - Rue Allard
  - Impasse Barrier
  - Rue Baulant
  - Ruelle Bidault
  - Passage Brulon
  - Passage Brunoy
  - Impasse Canart
  - Passage Chaussin
  - Avenue de Corbera
  - Rue Dagorno
  - Cité Debergue
  - Passage Driancourt
  - Impasse Druinot
  - Rue Édouard-Robert
  - Rue Ernest-Lacoste
  - Rue Guillaumot
  - Ruelle des Hébrard
  - Passage Hennel
  - Rue Jean-Bouton
  - Villa Jean-Godard
  - Rue Jules-Pichard
  - Rue Lasson
  - Rue Leroy-Dupré
  - Rue Marie-Benoist
  - Rue Montéra
  - Rue Montgallet
  - Rue Moreau
  - Cité Moynet
  - Passage Raguinot
  - Rue Raoul
  - Passage Stinville
  - Rue Théodore-Hamont (Théodore et Hamont)
  - Rue Tourneux
  - Impasse Vassou
  - Rue Victor-Chevreuil
  - Rue Villiot

- 13e arrondissement :
  - Rue Alphand
  - Rue Aumont
  - Passage Barrault
  - Rue Barrault
  - Rue Baudoin
  - Impasse Baudran
  - Rue Bellier-Dedouvre
  - Passage Boiton
  - Impasse Bourgoin
  - Rue Bourgon
  - Rue Buot
  - Rue Cacheux
  - Rue Caillaux
  - Passage Chanvin
  - Rue Charbonnel
  - Rue Charles-Bertheau
  - Rue Chéreau
  - Villa Deloder
  - Rue du Banquier (Patouillet, banquier)
  - Rue Duchefdelaville
  - Impasse du Crédit-Lyonnais (Crédit lyonnais)
  - Passage Foubert
  - Rue Gandon
  - Rue Gérard
  - Rue Leredde
  - Impasse Onfroy
  - Rue Philibert-Lucot
  - Rue Ricaut
  - Rue Simonet
  - Rue Toussaint-Féron
  - Passage Trubert-Bellier (Trubert et Bellier)
  - Passage Vallet
  - Rue Vandrezanne
  - Passage Victor-Marchand

- 14e arrondissement :
  - Rue Antoine-Chantin
  - Rue Baillou
  - Rue Bardinet
  - Rue Bénard
  - Rue Boulitte
  - Rue Boyer-Barret
  - Rue Bruller
  - Villa Cœur-de-Vey
  - Villa Collet
  - Villa Deshayes
  - Rue Desprez
  - Impasse Florimont
  - Rue Gauguet
  - Rue Joanès (prénom)
  - Rue Jolivet
  - Rue Jonquoy
  - Rue Lebouis
  - Rue Leclerc
  - Rue Lecuirot
  - Rue Ledion
  - Rue Lemaignan
  - Rue Louis-Morard
  - Impasse Louvat
  - Villa Louvat
  - Villa Mallebay
  - Rue Morère
  - Rue Olivier-Noyer
  - Rue Pauly
  - Rue de Ridder
  - Passage Rimbaut
  - Rue Roger
  - Rue Roli
  - Impasse Saint-Alphonse (Alphonse, prénom)
  - Passage Tenaille
  - Impasse Vandal

- 15e arrondissement :
  - Rue Alasseur
  - Passage Alexandre
  - Rue Armand-Moisant
  - Rue Bargue
  - Rue Bouilloux-Lafont
  - Rue Cépré
  - Rue Copreaux
  - Avenue Delecourt
  - Rue du Clos-Feuquières
  - Rue Dulac
  - Rue Dutot
  - Rue Edmond-Guillout
  - Rue Eugène-Gibez
  - Rue Fallempin
  - Rue Fenoux
  - Rue Franquet
  - Rue Frédéric-Magisson
  - Square Frédéric-Vallois
  - Rue Gager-Gabillot
  - Villa Garnier
  - Rue Ginoux
  - Impasse Grisel
  - Rue Henri-Bocquillon
  - Rue Henri-Duchène
  - Villa Jean-Baptiste-Luquet
  - Rue Jean-Daudin
  - Rue Letellier (promoteur immobilier)
  - Rue Leriche
  - Impasse Mathieu
  - Cité Morieux
  - Rue Pétel
  - Rue Plumet
  - Villa Poirier
  - Passage Ribet
  - Impasse Richard
  - Impasse Ronsin
  - Rue Rosenwald
  - Rue Saint-Amand
  - Villa Thoréton
  - Cité Thuré
  - Rue Tournus
  - Rue Varet
  - Rue Violet (promoteur immobilier)

- 16e arrondissement :
  - Rue André-Colledeboeuf
  - Rue Brignole (Maria Brignole Sale de Ferrari, duchesse de Galliera)
  - Rue Chernoviz
  - Villa Cheysson
  - Rue Debrousse
  - Boulevard Delessert (Benjamin Delessert)
  - Rue Dosne (Félicie Dosne)
  - Rue du Capitaine-Olchanski (Jacques-Lazare Olchanski)
  - Cité Duplan
  - Villa Dupont
  - Rue Émile-Menier
  - Villa Émile-Meyer
  - Cité Florentine-Estrade
  - Villa Guibert (Maurice Guibert)
  - Rue Herran
  - Villa Herran
  - Avenue Léon-Heuzey (Léon Heuzey)
  - Rue Leroux
  - Boulevard Marbeau
  - Rue Marbeau
  - Rue Mony
  - Rue Oswaldo-Cruz
  - Avenue Perrichont
  - Rue Picot
  - Rue de Pomereu
  - Rue Singer
  - Villa Souchier
  - Avenue Vion-Whitcomb
  - Rue Vital

- 17e arrondissement :
  - Villa Aublet
  - Rue Auboin
  - Rue Aumont-Thiéville
  - Rue Baron (Paul Baron)
  - Rue Boulay
  - Place Boulnois
  - Rue Boursault
  - Rue Cardinet
  - Passage Châtelet
  - Rue de Chazelles
  - Villa Compoint
  - Impasse Deligny
  - Rue Descombes
  - Rue des Renaudes
  - Passage Doisy
  - Rue du Printemps (société propriétaire des magasins du Printemps)
  - Rue Émile-Allez
  - Cité Férembach
  - Passage Geffroy-Didelot
  - Rue Guttin
  - Rue Hélène
  - Cité Joyeux
  - Rue Labie
  - Rue Lacroix
  - Rue Lantiez
  - Rue Lebouteux
  - Rue Lechapelais
  - Rue Lécluse (Alexandre Lécluse)
  - Rue Lecomte
  - Impasse Léger
  - Rue Lemercier
  - Rue de Lévis
  - Rue Louis-Puteaux
  - Impasse Marty
  - Rue de Monbel
  - Impasse Naboulet
  - Square Nicolaÿ (comte de Nicolaÿ)
  - Rue Paul-Borel
  - Passage Petit-Cerf
  - Rue Pierre-Demours (Antoine Pierre Demours)
  - Cité de Pusy
  - Passage Roux
  - Passage Saint-Ange
  - Rue Salneuve
  - Rue Sauffroy (altération de Soffroy)
  - Rue Saussier-Leroy
  - Rue Truffaut

- 18e arrondissement :
  - Impasse Alexandre-Lécuyer
  - Villa Armand
  - Rue Bachelet
  - Rue Baudelique
  - Rue Belhomme
  - Rue Boucry
  - Passage Briquet
  - Rue Burq
  - Rue Buzelin
  - Rue Calmels
  - Rue Camille-Tahan
  - Rue Caplat
  - Rue Capron
  - Rue Cauchois
  - Passage Charles-Albert
  - Passage Cottin
  - Passage Daunay
  - Rue Dejean
  - Impasse Dupuy
  - Rue Durantin
  - Rue Émile-Chaine
  - Cité Falaise (surnom d'un membre de la famille Compoint)
  - Rue Fauvet
  - Rue Feutrier
  - Rue Fleury
  - Rue Forest (Barthélemy Forest)
  - Rue Garreau
  - Rue Hermann-Lachapelle (société Hermann-Lachapelle)
  - Rue Hermel
  - Rue Jean-Cottin
  - Rue Jean-Robert
  - Rue Joseph-Dijon
  - Rue Juste-Métivier
  - Passage Kracher
  - Rue Labat
  - Rue Lagille
  - Rue Lambert
  - Rue Léon
  - Impasse Massonnet
  - Impasse Molin
  - Rue Muller
  - Rue Nicolet
  - Cité Nollez
  - Passage Penel
  - Impasse Pers
  - Rue Pierre-Picard
  - Cité Pilleux
  - Rue Poulet
  - Impasse Robert
  - Passage Ruelle
  - Impasse Saint-François (François, prénom)
  - Rue Saint-Vincent (prénom de Vincent Compoint)
  - Rue Tourlaque
  - Rue de Trétaigne (Michel de Trétaigne)
  - Rue des Trois-Frères (frères Dufour)
  - Rue Versigny
  - Rue Vincent-Compoint

- 19e arrondissement :
  - Sente à Bigot (probable, origine incertaine)
  - Rue Bouret
  - Rue Delesseux
  - Rue Delouvain
  - Rue Désiré-Ruggieri
  - Rue Eugène-Jumin
  - Villa Eugène-Leblanc
  - Rue Euryale-Dehaynin
  - Rue Fessart
  - Rue François-Pinton
  - Passage Gauthier
  - Passage Goix
  - Rue Hassard
  - Cité Jandelle
  - Rue Labois-Rouillon (Labois et Rouillon)
  - Rue Lauzin
  - Rue Legrand
  - Rue Léon-Giraud
  - Cité Lepage
  - Rue Mathis
  - Rue Monjol
  - Impasse Petin
  - Cité Pottier
  - Rue Pradier
  - Cité Stemler
  - Rue Tandou
  - Passage Wattieaux

- 20e arrondissement :
  - Rue Achille
  - Cité Antoine-Loubeyre
  - Cité Aubry
  - Impasse Basilide-Fossard
  - Passage Beaufils
  - Passage Boudin
  - Impasse Cordon-Boussard
  - Cité Champagne (principal locataire)
  - Rue Courat
  - Passage Dagorno
  - Rue Delaitre
  - Rue Désirée
  - Passage Dieu
  - Cité Dubourg
  - Rue Élisa-Borey
  - Rue Émile-Pierre-Casel
  - Impasse Éveillard
  - Villa Faucheur
  - Passage Fréquel
  - Rue Gasnier-Guy
  - Villa Godin
  - Impasse Gros
  - Rue Henri-Dubouillon
  - Rue Houdart
  - Passage Josseaume
  - Rue Jouye-Rouve
  - Rue Juillet
  - Rue Jules-Dumien
  - Rue Julien-Lacroix
  - Cité Leclaire
  - Rue Lemon
  - Cité Leroy
  - Rue Leuck-Mathieu
  - Rue Ligner
  - Passage Maigrot-Delaunay (Maigrot et Delaunay)
  - Rue Mouraud
  - Rue Nicolas
  - Passage Perreur
  - Rue Piat
  - Passage Plantin
  - Impasse Poule
  - Impasse Rançon
  - Rue Riblette
  - Rue Robineau
  - Passage Savart
  - Villa Souchet
  - Rue Taclet
  - Rue de Tourtille
  - Rue Victor-Letalle
  - Rue Vilin

### Famille de propriétaires
Les noms des voies suivantes sont liés à la famille du propriétaire des terrains sur lesquels, elles ont été ouvertes, généralement un prénom.
- 7e arrondissement :
  - Rue Amélie (fille)

- 10e arrondissement :
  - Rue Marie-et-Louise (filles)

- 11e arrondissement :
  - Passage Alexandrine (fille)
  - Rue Émile-Lepeu (fils)
  - Passage Gustave-Lepeu (fils)
  - Passage Lisa (fille)
  - Cour des Trois-Frères (fils)

- 13e arrondissement :
  - Passage Sigaud (parent)

- 14e arrondissement :
  - Cité Blanche (fille)
  - Rue Cels (Jacques Philippe Martin Cels, grand-père)
  - Rue Sainte-Léonie (fille)

- 16e arrondissement :
  - Villa Flore (épouse)
  - Rue Robert-Le-Coin (fils)

- 17e arrondissement :
  - Rue Caroline (épouse)
  - Cité Marie (fille)

- 18e arrondissement :
  - Rue Berthe (fille)
  - Rue Ernestine (épouse)
  - Rue Gabrielle (épouse)

- 19e arrondissement :
  - Villa Amalia (fille)
  - Rue Émélie (épouse)

- 20e arrondissement :
  - Cité Adrienne (fille)
  - Villa Georgina (fille)
  - Rue Laurence-Savart (fille)

### Entités liées aux propriétaires
Les noms des voies suivantes font référence à une entité liée au propriétaire des terrains sur lesquels elles ont été ouvertes, principalement un lieu de naissance.
- 10e arrondissement :
  - Cour de la Grâce-de-Dieu (La Grâce de Dieu, pièce dramatique de Dennery et Gustave Lemoine ; M. Meyer, propriétaire du terrain, était également directeur du théâtre de la Gaîté)

- 13e arrondissement :
  - Rue de Pouy (lieu de naissance de l'épouse du propriétaire)

- 14e arrondissement :
  - Rue de l'Eure (Eure ; département d'origine de l'un des propriétaires)
  - Rue Campagne-Première (bataille de Wissembourg ; première campagne d'Alexandre Camille Taponnier, propriétaire des terrains environnants)

- 16e arrondissement :
  - Avenue de la Frillière (La Frillière, Genillé ; résidence du propriétaire)
  - Rue de Noisiel (Noisiel ; voie ouverte par l'un des membres de la famille Menier, propriétaire de la chocolaterie Menier à Noisiel)

- 17e arrondissement :
  - Rue de Chéroy (Chéroy ; lieu de naissance du propriétaire)
  - Rue de Logelbach (Logelbach ; propriétaire d'origine alsacienne)
  - Rue de Phalsbourg (Phalsbourg ; propriétaire d'origine alsacienne)
  - Rue de Thann (Thann ; propriétaire d'origine alsacienne)

- 20e arrondissement :
  - Impasse Rolleboise (Rolleboise ; village de Seine-et-Oise, région natale de l'un des propriétaires.)

### Anciennes dénominations
Les noms des voies suivantes ont par le passé fait référence à un propriétaire :
- 9e arrondissement :
  - Passage Léonie (aujourd'hui rue Henner)
  - Rue Rodier (aujourd'hui rue Claude-Rodier)

- 11e arrondissement :
  - Rue Gonnet (aujourd'hui rue Marguerite-Gonnet)
  - Rue Moret (aujourd'hui rue Marguerite-Moret)

- 14e arrondissement :
  - Cité Bauer (aujourd'hui cité Anne-Marie-Bauer)

- 19e arrondissement :
  - Passage Kuszner (aujourd’hui rue Jules-Romains)